# Детский альбом (мультфильм)
«Детский альбом» — советский музыкальный рисованный мультипликационный фильм. В мультфильме не произносится ни одного слова, звучит лишь музыка из сборника пьес для детей для фортепиано Петра Ильича Чайковского «Детский альбом».

## Содержание
В детской комнате большого городского дома девочка играет на рояле, младшие сестрёнка и братишка слушают музыку. Вокруг них игрушки: куклы, лошадки, солдатики и прочее. После дети рисуют свои фантазии, затем танцуют. Вечером слушают нянины сказки и под них засыпают.

### Музыка в фильме
В титрах приведён список музыкальных пьес:
- 1. Сладкая грёза
- 2. Игра в лошадки
- 3. Марш деревянных солдатиков
- 4. Вальс
- 5. Шарманщик поёт
- 6. Итальянская песенка
- 7. Старинная французская песенка
- 8. Немецкая песенка
- 9. Неаполитанская песенка
- 10. Нянина сказка
- 11. Баба - Яга
- 12. Русская песня
- 13. Камаринская

## История создания
Режиссёру Инессе Ковалевской и её мультфильмам посвящена целая страница в книге «Наши мультфильмы».

Постепенно ко мне пришло понимание законов построения музыкального мультипликационного фильма. Тогда и появилась идея создания целого цикла мультфильмов, основой которых послужила бы проверенная временем музыкальная классика. Первым в этой серии был фильм «Детский альбом» на музыку Петра Ильича Чайковского. Персонажами фильма стали детские игрушки и герои из любимых сказок.— И. Ковалевская

## Отзыв критика
Ковалевская разработала новую тему: экранизация народных песен и шедевров мировой классики. Так появились «Русские напевы» (1972), «Детский альбом» (1976), «Кострома» (1989). Это были попытки научить маленьких зрителей слушать музыку и фантазировать. Инесса Ковалевская постоянно находилась в творческом поиске, меняла художников, состав съемочной группы. Наиболее плодотворное сотрудничество сложилось с художником Галиной Шакицкой: «Камаринская» (1980) – фантазия на музыку Михаила Глинки, «Картинки с выставки» (1984) – на музыку Модеста Мусоргского, «Танцы кукол» (1985) – на музыку Дмитрия Шостаковича, «Гномы и горный король» (1994) – фантазия на музыкальные темы Эдварда Грига.

Сергей Капков— «Наши мультфильмы»

## Создатели
| автор сценария и режиссёр  | Инесса Ковалевская                                                                                              |
| художники-постановщики     | Эльвира Авакян, Светлана Скребнёва                                                                              |
| оператор                   | Светлана Кощеева                                                                                                |
| звукооператор              | Владимир Кутузов                                                                                                |
| монтажёр                   | Изабелла Герасимова                                                                                             |
| редактор                   | Пётр Фролов |
| ассистенты:                | Татьяна Домбровская, Роза Бикмаева, Людмила Крутовская                                                          |
| художники-мультипликаторы: | Эльвира Маслова, Александр Давыдов, Олег Сафронов, Александр Мазаев, Виталий Бобров, Иосиф Куроян, Ефим Гамбург |
| художники-декораторы:      | Ирина Светлица, Дмитрий Анпилов, Ирина Троянова, Анна Атаманова                                                 |
| аранжировка для оркестра   | Э. Захарова |
| директор картины           | Фёдор Иванов |

- Создатели приведены по титрам мультфильма.

## Издания
В 2005 году вышел мультсборник на DVD «Как Львёнок и Черепаха пели песню». Дистрибьютор: «Крупный план». В мультсборник входили: «Катерок», «В порту», «Камаринская», «Танцы кукол», «Как Львёнок и Черепаха пели песню», «Детский альбом», «Картинки с выставки».
В 2006 году был выпущен мультсборник на DVD «Детский альбом». Дистрибьютор: «Крупный план». В мультсборник входили: «Павлиний хвост», «Детский альбом», «Ваня и крокодил», «Необыкновенный матч», «Лиса Патрикеевна», «Танцы кукол».
В 2006 году вышел мультсборник на DVD «Музыкальная шкатулка». Дистрибьютор: «СОЮЗ Видео». В мультсборник входили: «Шкатулка с секретом», «Танцы кукол», «Детский альбом», «Разлучённые», «Летели два верблюда».